# Северин, Карл Теодор
Карл Теодор Северин (нем. Carl Theodor Severin; 13 сентября 1763, Менгерингхаузен — 20 февраля 1836, Бад-Доберан, Померания) — архитектор немецкого неоклассицизма, ученик Давида Жилли. Работал в Мекленбурге (Мекленбург-Передняя Померания).

## Биография
Карл Теодор Северин родился в Менгерингхаузене (районе города Бад-Арользен, земля Гессен), в семье среднего класса, выходцев из Бохума (Северный Рейн-Вестфалия). Его отец — консисториальный советник Теодор Северин (1733—1797), мать — Кристина Элеонора Генриетта Беккер (1744—1802). Брат Карла Теодора — Людвиг Северин (1776—1832), племянник — Людвиг Северин (1811—1867), внучатый племянник — Эмануэль Северин (1842—1907). Другой племянник с таким же именем, Карл Теодор Северин (1789—1872), служил мекленбургским сельским мастером-строителем.
Подробности архитектурного образования Карла Теодора Северина неизвестны, за исключением того, что он называл своим учителем Давида Жилли. С 1789 года жил и работал в Мекленбурге.
В 1795 году Карл Теодор Северин был инженером в Шверинской торговой палате, в ноябре 1795 года получил должность управляющего строительством. В 1806—1809 годах он строил в городе Доберан (с 1921 года Бад-Доберан): Смотровую башню и здание Городского театра (эти постройки не сохранились), Герцогский, или «Большой, дворец» (Großes Palais) и близлежащие парковые павильоны; в 1821—1822 годах: «Дворец принца» (Prinzenpalais). Благодаря успешным постройкам герцог Фридрих Франц I Мекленбургский доверил Северину обширную работу по расширению морского курорта Хайлигендамм и перепланировке города Доберан.
В 1814 году Северину было поручено построить в Хайлигендамме представительные здания Курзала (Kurhaus Heiligendamm), ныне они являются частью современного курорта.
В 1810 году Карл Теодор Северин женился на Марии Элеоноре Магдалене, урождённой Боллоу. У них было три дочери и два сына.
В марте 1819 года Северин был назначен главным мастером строительства. Помимо элементов архитектуры классицизма, Северин, в основном в развлекательных постройках, использовал экзотические мотивы китайской архитектуры (шинуазри). Благодаря ему город Бад-Доберан и курорт Хайлигендамм представляют собой памятники архитектуры. 
Архитектор вышел на пенсию в 1835 году и умер в Доберане в 1836 году.

## Основные постройки

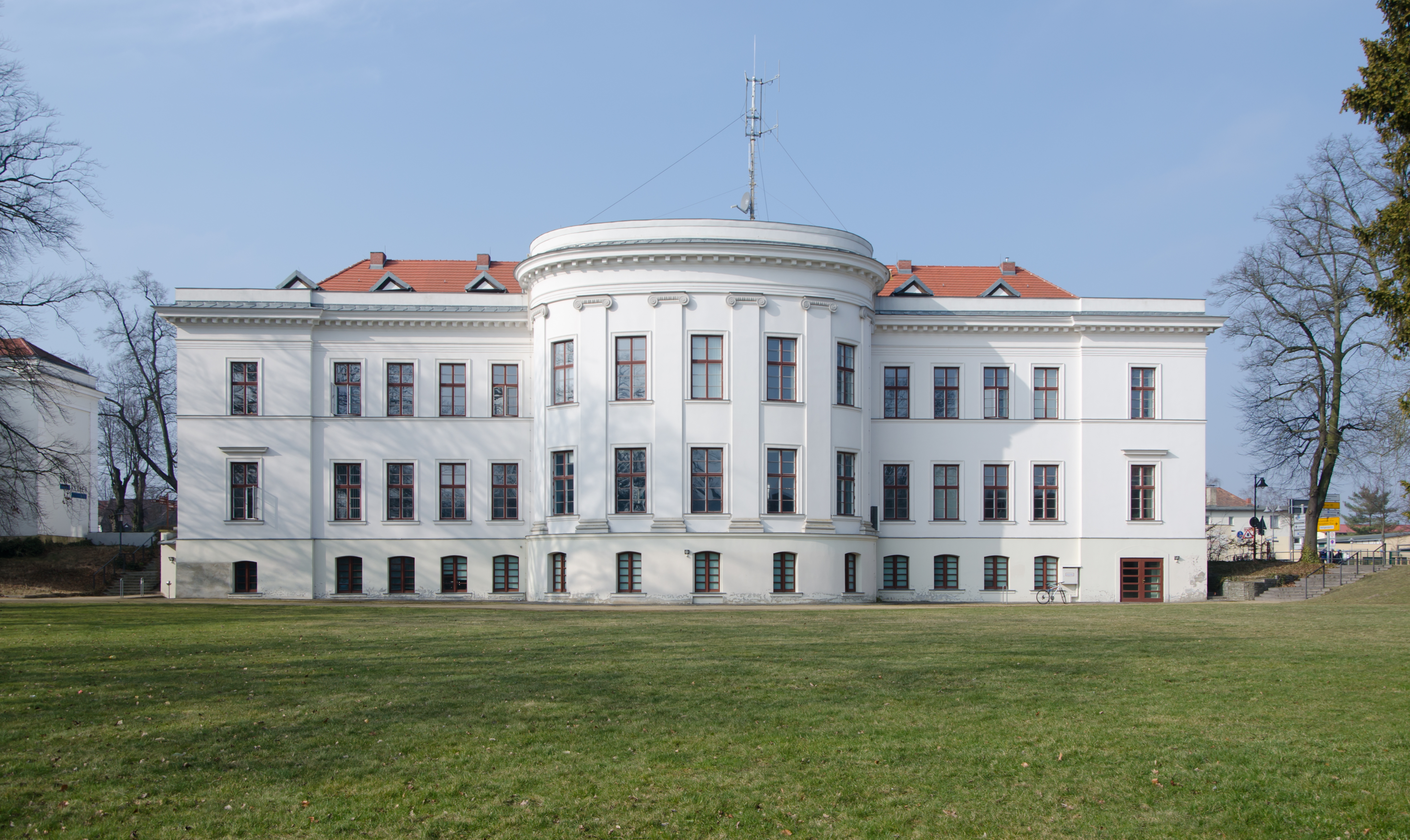
Большой дворец (Großes Palais) в Доберане. 1806–1809
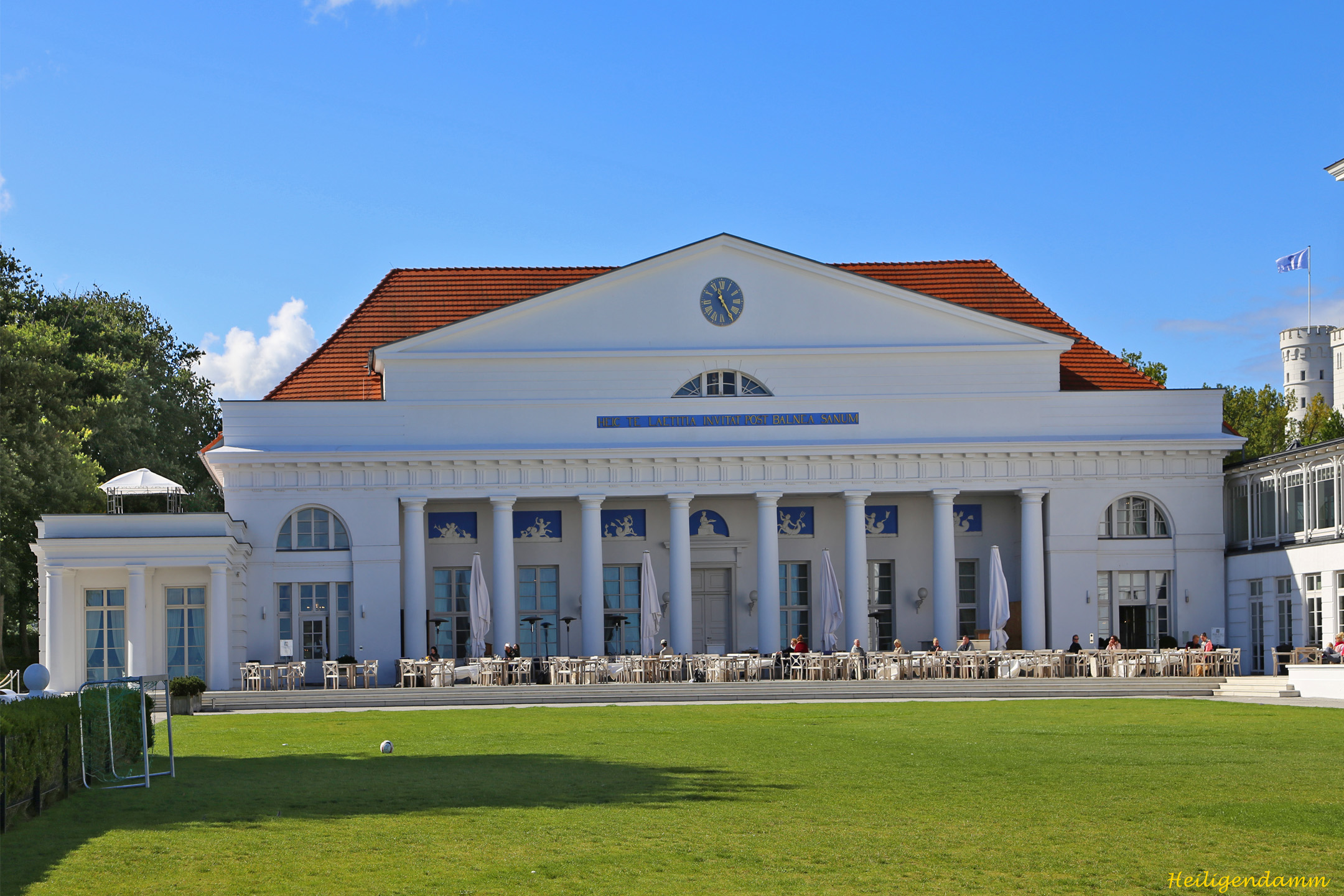
Курзал в Хайлигендамме (Kurhaus Heiligendamm). 1814
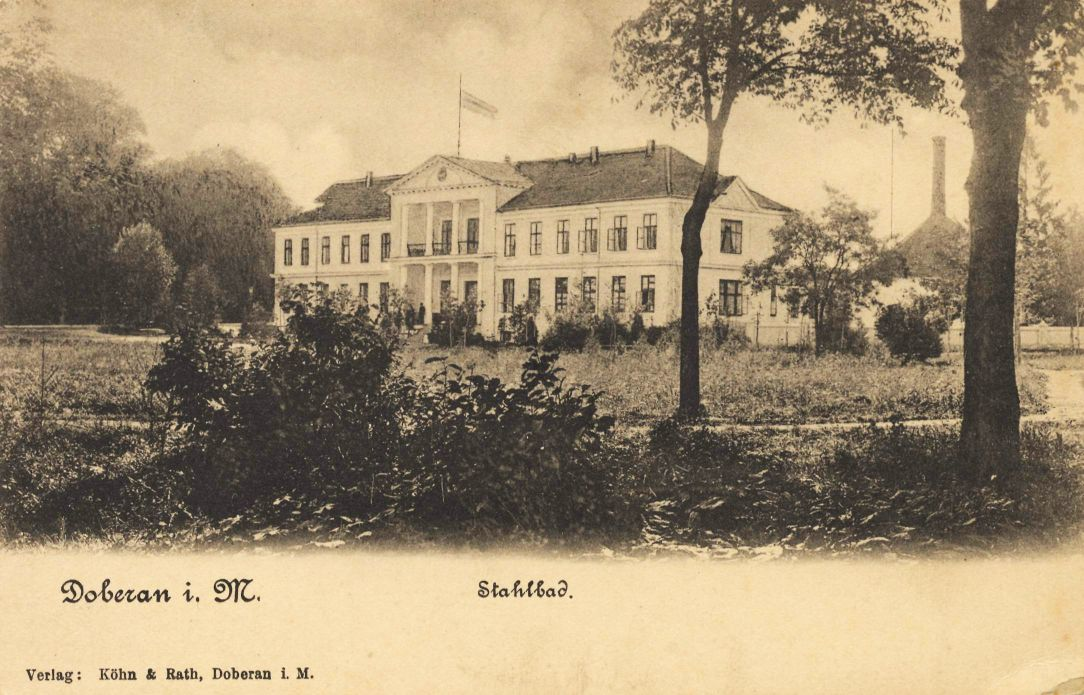
Павильон «Стальная ванна». Доберан. 1825
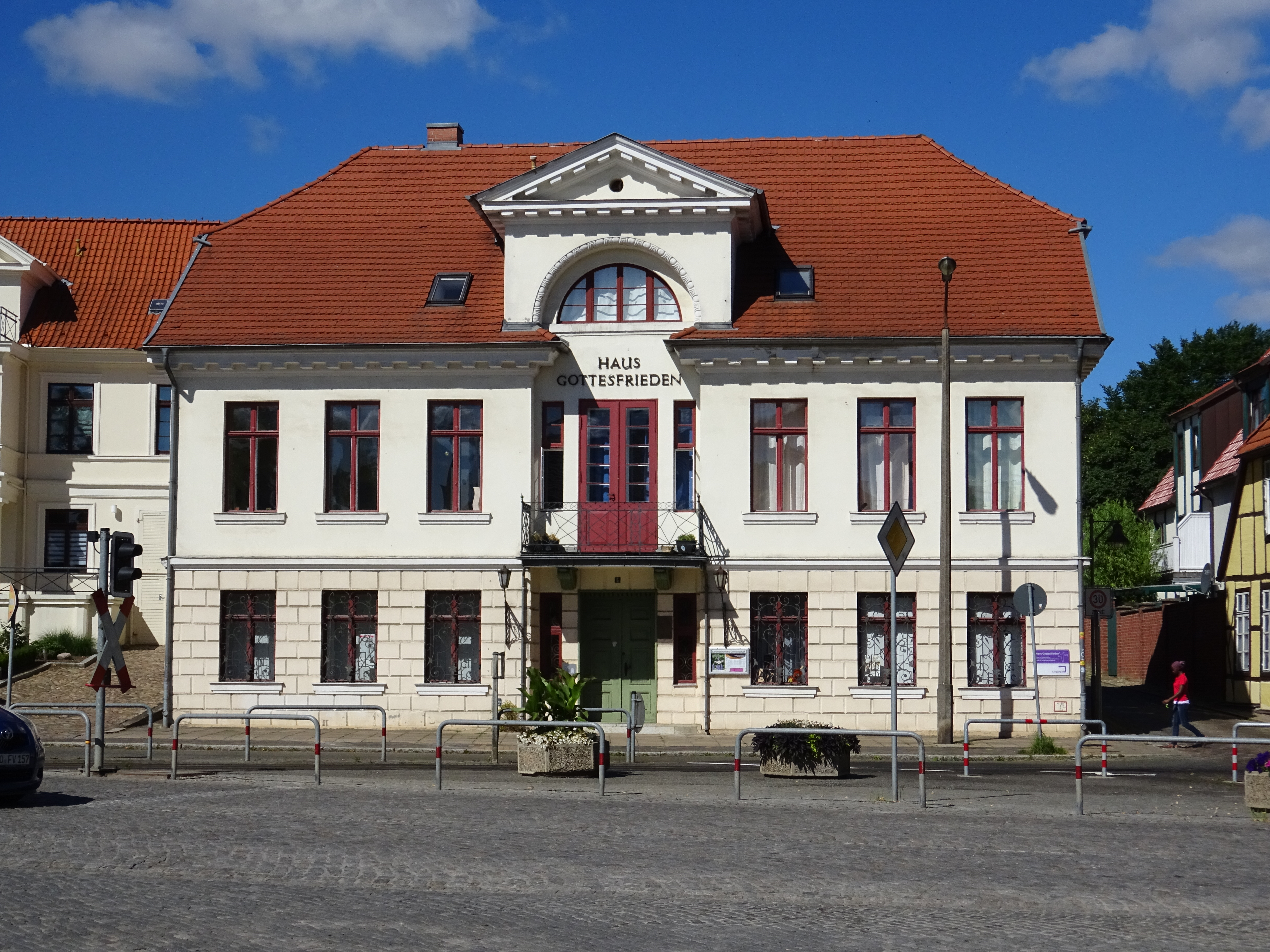
«Дом Божьего мира» (Haus Gottesfrieden). Доберан. 1823–1824